# Paralives
 (décembre 2022).
Paralives est un futur jeu vidéo de simulation de vie sur Windows et MacOS développé par Paralives Studio. Inspiré des Sims, Paralives intègre la construction et la gestion de maisons dans une petite ville dans un monde ouvert.

## Système de jeu
Paralives se déroule dans un monde ouvert avec des opportunités d'emploi et des différents événements, tels que des festivals. Les joueurs peuvent construire des maisons, créer des personnages et contrôler leur vie de la manière souhaitée.
Le créateur de personnage, intitulé "Paramaker", permet la personnalisation de l'apparence avec des curseurs et une roue chromatique comme options. Les joueurs peuvent apporter des modifications au physique et à la taille, et en utilisant la roue chromatique, la racine et la teinte des cheveux peuvent être basculées comme prévu.
Le mode construction permet également une personnalisation approfondie, notamment en choisissant la hauteur des murs ou encore la longueur et/ou la largeur des objets.

## Développement
Paralives a été créé par un développeur de jeux indépendant, Alex Massé. Après avoir travaillé sur plusieurs projets tels que Tuber Simulator de PewDiePie et un certain nombre de démos pour Project Tiny, Massé a pris la décision de quitter son emploi et de développer régulièrement Paralives. Au départ, Paralives était un projet solo, mais Massé a embauché des gens pour travailler sur le jeu : Léa Sorribès, Jérémie Tessier, Anna Thibert etc.., formant Paralives Studio. L'équipe est actuellement composée de douze personnes au total.
Massé pensait que les précédents jeux de simulation de vie n'avaient pas d'outil permettant de créer facilement et précisément n'importe quelle maison dans le jeu, ce qui l'a incité à concevoir Paralives pour offrir un sentiment de personnalisation sans fin. Il s'est inspiré de l'outil de route trouvé dans Cities: Skylines et a essayé de le faire fonctionner dans Paralives, pensant qu'il conviendrait bien pour placer des murs et construire des maisons. Les développeurs ont intégré la technique de l'animation procédurale, qui implique des réactions automatiques basées sur des animations créées précédemment pour éviter d'avoir à animer toutes les situations possibles et gagner du temps de développement. Étant donné que le jeu est financé par une plate-forme de financement participatif Patreon, les contributeurs sont invités à proposer des suggestions concernant le type de contenu qu'ils aimeraient voir dans la version complète. Massé a été influencé par le succès d'Ooblets sur le service, et a décidé de le rejoindre également, ayant admiré le soutien qu'il avait juste du concept art et de l'idée seulement. Il espérait que la page Patreon faciliterait suffisamment le développement pour embaucher un autre artiste. En août 2020, il comptait près de 9000 supporters et gagnait près de 40000 dollars par mois. L'équipe a mené une enquête sur la diversité ethnique et culturelle, demandant aux fans quels articles et coiffures de leurs cultures aimeraient-ils voir. Selon Massé, il existe un document de 100 pages appelé «Parabook», contenant toutes les idées recueillies jusqu'à présent. Le plan de Massé est de soutenir le jeu avec des mises à jour et des modifications gratuites, où les gens partageraient leurs conceptions sur Steam Workshop.
Le développement commence en janvier 2019 et il est annoncé que le jeu sortira en accès anticipé en 2025 sur Steam.